# Joe Viskocil
Joe Viskocil (21 de dezembro de 1952 — Los Angeles, 11 de agosto de 2014) é um especialista em efeitos visuais estadunidense. Venceu o Oscar de melhores efeitos visuais na edição de 1997 por Independence Day, ao lado de Volker Engel, Douglas Smith e Clay Pinney.